# Larry Perkins
Larry Clifton Perkins (1950. március 18. –) ausztrál autóversenyző, az 1975-ös európai Formula–3-as bajnokság győztese.

## Pályafutása

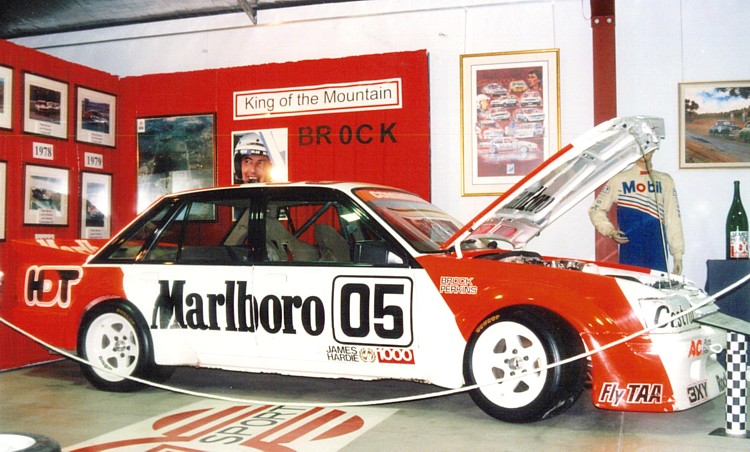
Larry győztes autója az 1984-es Bathurst 1000-es versenyről

1970-ben és 1971-ben az ausztrál Formula–Ford-sorozatban versenyzett. Második évében megnyerte a bajnoki címet. 1972-ben harmadikként zárta a Formula–Ford Fesztivált. Ebben az évben hazája Formula–1-es bajnokságának futamain is részt vett.
1973-ban az Egyesült Királyságban indult Formula–3-as versenyeken, majd 1974-ben Chris Amon csapatával jelen volt a Formula–1-es világbajnokság német nagydíján. A futamon már nem tudott elrajtolni, miután nem ért el az induláshoz szükséges időeredményt a kvalifikáción.
1975-ben újra Formula–3-as versenyeken szerepelt. Megnyerte az Európa-bajnokságot, és ötödik lett a brit szériában.
1976-ban hét, majd 77-ben öt versenyen indult a Formula–1-es világbajnokságon. Pontszerző helyen egyszer sem végzett, legjobb eredménye egy nyolcadik helyezés volt, melyet az 1976-os belga nagydíjon ért el.
1981-től 1998-ig az ausztrál túraautó-bajnokságban versenyzett, ezután még 2003-ban szerepelt, a már V8 Supercars néven rendezett sorozatban.
Pályafutása alatt Larry hat alkalommal nyerte meg a Bathurst 1000-es viadalt.

## Eredményei

### Teljes Formula–1-es eredménysorozata
(Táblázat értelmezése)

(Félkövér: pole-pozícióból indult; dőlt: leggyorsabb kört futott) 

| Év   | Csapat         | 1   | 2      | 3      | 4      | 5     | 6      | 7      | 8      | 9      | 10  | 11     | 12     | 13     | 14     | 15     | 16     | 17  | Helyezés | Pont |
| ---- | -------------- | --- | ------ | ------ | ------ | ----- | ------ | ------ | ------ | ------ | --- | ------ | ------ | ------ | ------ | ------ | ------ | --- | -------- | ---- |
| 1974 | Amon           | ARG | BRA    | RSA    | ESP    | BEL   | MON    | SWE    | NED    | FRA    | GBR | GER NK | AUT    | ITA    | CAN    | USA    |        |     | -        | 0    |
| 1976 | Boro           | BRA | RSA    | USW    | ESP 13 | BEL 8 | MON NK | SWE Ki | FRA    | GBR    | GER | AUT    | NED Ki | ITA Ki |        |        |        |     | -        | 0    |
| 1976 | Martini Racing |     |        |        |        |       |        |        |        |        |     |        |        |        | CAN 17 | USA Ki | JPN Ki |     | -        | 0    |
| 1977 | BRM            | ARG | BRA Ki | RSA 15 |        |       |        |        |        |        |     |        |        |        |        |        |        |     | -        | 0    |
| 1977 | Team Surtees   |     |        |        | USW    | ESP   | MON    | BEL 12 | SWE NK | FRA NK | GBR | GER    | AUT    | NED    | ITA    | USA    | CAN    | JPN | -        | 0    |

### Le Mans-i 24 órás autóverseny
| Év   | Csapat                       | Autó                    | Csapattárs   | Csapattárs        | Helyezés | Kiesés oka |
| ---- | ---------------------------- | ----------------------- | ------------ | ----------------- | -------- | ---------- |
| 1978 | Charles Ivy Racing           | Porsche 911 Carrera RSR | Gordon Spice | John Rulon-Miller | 14.      |            |
| 1984 | Holden Dealer Team Australia | Porsche 956             | Peter Brock  |                   | Kiesett  | Baleset    |
| 1988 | Silk Cut Jaguar              | Jaguar XJR-9LM          | Kevin Cogan  | Derek Daly        | 4.       |            |

## Külső hivatkozások
- Profilja az grandprix.com honlapon (angolul)
- Profilja a driverdatabase.com honlapon (angolul)
- Profilja a statsf1.com honlapon (angolul)